# Rogisca
Rogisca es un cultivar de higuera de tipo higo común Ficus carica, unífera de higos de epidermis con color de fondo amarillo verdoso con sobre color rojizo. Se cultiva en la colección de higueras de Montserrat Pons i Boscana en Llucmajor, Islas Baleares.

## Sinonimia
- „Rotgisca“ en las Islas Baleares,[4][6][7]

## Historia
Actualmente la cultiva en su colección de higueras baleares Montserrat Pons i Boscana, rescatada de un ejemplar o higuera madre cultivada en "son  Mut Nou" en el término de Llucmajor, en la plantación del higueral viejo, el único árbol de esta variedad no demasiado conocida ni cultivada.
La variedad 'Rogisca' debe su nombre al color rojizo tan característico de los higos cuando maduran.

## Características
La higuera 'Rogisca' es una variedad unífera de tipo higo común. Árbol de elevada vigorosidad, con copa redondeada altiva y espeso ramaje. Sus hojas   de 3 lóbulos (30%) y de 1 lóbulo (40%). Sus hojas con dientes presentes y márgenes no pronunciados. 'Rogisca' tiene poco desprendimiento de higos, y un rendimiento productivo alto por cada árbol. La yema apical cónica de color verde amarillento.
Los frutos 'Rogisca' son higos de tamaño 42 x 52 mm de forma ovoidal, casi cónicos,son simétricos y uniformes, con un buen porcentaje de siconos aparejados, que presentan unos frutos medianos de unos 33,045 gramos en promedio, de epidermis de consistencia dura, grosor de la piel mediano, con una abundante pilosidad visible a simple vista, de color de fondo amarillo verdoso con sobre color rojizo. Ostiolo de 2 a 3 mm con escamas pequeñas rojas. Pedúnculo de 1 a 3 mm cónico verde oscuro. Grietas longitudinales pocas y gruesas. Costillas marcadas. Con un ºBrix (grado de azúcar) de 20 poco dulce en higos, con color de la pulpa rojo pálido. Con cavidad interna pequeña y una gran cantidad de aquenios medianos. Son de un inicio de maduración de los higos sobre el 25 de agosto al 25 de septiembre. De rendimiento productivo por árbol elevado.
Se usa como higos frescos y secos para alimentación de ganado porcino. Producción alta. Tienen difícil abscición del pedúnculo y mediana facilidad de pelado. Son muy  resistentes a las lluvias, y al transporte, poco sensibles a la apertura del ostiolo, y poco susceptibles al desprendimiento.

## Cultivo
'Rogisca', se utiliza en fresco y seco para consumo animal (ganado porcino). Se está tratando de recuperar de ejemplares cultivados en la colección de higueras baleares de Montserrat Pons i Boscana en Llucmajor.